# Década de 980 a.C.

## Eventos
- 988: Ninurta-kudirri-usur I, rei da Babilônia (até 985).[1]
- 985: Shirikti-Shuqamuna, rei da Babilônia.[1]
- 985: Mar-biti-apla-usur, rei da Babilônia (até 979).[1]
- 984: Osocor, o Velho, faraó do Egito (até 978).[1]

### Pela cronologia de Dufresnoy
- 986: Primnes, rei de Corinto. Reinou por 35 anos.[2]
- 985: Abdastrato, rei de Tiro, sucedendo seu pai Beleastrato.[2]

### Pela cronologia de Jerônimo de Estridão
- 988: Egito Sílvio, sétimo rei dos latinos. Reinou por vinte e quatro anos.[3]
- 986: Fundação de Samos, e elevação de Esmirna a cidade.[3]
- 981: Peritíades, trigésimo-segundo rei dos assírios. Reinou por trinta anos.[3]